# Flugplatz Wels

i7
i11
i13
Der Flugplatz Wels (Flugplatz Welser Heide, ICAO-Code: LOLW) ist ein öffentlicher Zivilflugplatz. Er liegt direkt an der A 25 Welser Autobahn in Wels in Oberösterreich. Er wird für Motorflug, Ultraleicht, Segelflug, Fallschirmsprung, Modellflug genutzt und vom Fliegerclub Weiße Möwe Wels betrieben. Der Flugplatz verfügt über eine asphaltierte Start- und Landebahn sowie über zwei Grasbahnen. 
Der Platz gehört zum Stadtteil Neustadt, historisch zur 1938 nach Wels eingemeindeten Gemeinde Pernau.

## Geschichte

### Vorkriegszeit
Bereits im Jahr 1910 wurde vom „Verein für Luftschiffahrt“ die Idee geboren, einen Flugplatz am heutigen Standort zu errichten. Das Gelände, das bereits seit 1885 von den in Wels stationierten Kavallerieregimentern der k.u.k. Armee als Exerzier- und Übungsgelände genutzt wurde, war als Teil der Welser Heide eben, fast baumlos und bot sich deshalb dafür an. Anfang November 1910 veranstaltete die Welser Bürgerschaft auf dem Platz die „1. Österreichische Flugwoche Wels“, bei der eine der legendären Wright-Flugmaschinen zum Einsatz kam.
1933 wurde mit dem damaligen Notlandeplatz des Militärflugplatzes begonnen. Das Rollfeld hatte eine Länge von 800 m und eine Breite von 550 m. 1935 wurde der ehemalige Verkehrsflughafen durch das österreichische Bundesheer zum Militärflughafen umfunktioniert. 1936/37 wurden zahlreiche Gebäude und Anlagen errichtet. Im Februar 1938 bestand der Flughafen aus einem Kommandogebäude, zwei Mannschaftsgebäuden, einem alten Hangar, vier Flugzeughallen und verschiedenen weiteren Objekten.

### Zeit des Nationalsozialismus
Mit dem Einmarsch deutscher Truppen im März 1938 (Anschluss Österreichs) wurden die österreichischen Luftstreitkräfte aufgelöst und die deutsche Luftwaffe übernahm den Welser Flugplatz. Hermann Göring, Oberbefehlshaber der Luftwaffe, besuchte Wels im März 1938; damit startete der offizielle Aufbau der Luftwaffenbodenorganisation auf österreichischem Gebiet.
1939 begann der großzügige Ausbau des Fliegerhorstes, so wurden etwa neue Hangars errichtet. Das Areal wurde durch Absiedelung und Grundeinlösungen wesentlich vergrößert. 37 Siedlungshäuser, Bauerngüter und Kleinhäusler, die sich im Gefahrenbereich der Einflugschneise befanden, wurden abgetragen. Die Mieter und Bewohner dieser Häuser wurden vielfach enteignet und umgesiedelt. Der am Gelände versickernde Grünbach wurde nach Norden umgeleitet. Vor Kriegsbeginn lag hier die III. Gruppe des Kampfgeschwaders 76. In Wels-Neustadt wurden mehrere Barackenlager und Wohnhäuser zur Unterbringung von Luftwaffen-Personal errichtet. Mitte März 1938 wurde in Wels die "reichsdeutsche" Fliegerhorstkommandantur Wels aufgestellt, Anfang Juli 1939 das Flughafen-Bereichskommando (Koflug) Wels. Von 1939/40 bis 1945 existierte in Wels die Flugzeugführerschule A/B Wels bzw. A/B 115 oder A 115. Von dieser wurden mehr als 1000 Soldaten ausgebildet.
Die folgende Tabelle zeigt eine Auflistung ausgesuchter fliegender aktiver Einheiten (ohne Schul- und Ergänzungsverbände) der Luftwaffe der Wehrmacht die hier zwischen 1938 und 1945 stationiert waren.
| Von           | Bis          | Einheit                                              | Ausrüstung |
| ------------- | ------------ | ---------------------------------------------------- | --- |
| Februar 1938  | April 1939   | III./KG 158 (III. Gruppe des Kampfgeschwaders 158)   | Dornier Do 17Z |
| Mai 1939      | August 1939  | III./KG 76                                           | Dornier Do 17Z |
| Januar 1940   | Februar 1940 | II./KG 76                                            | Dornier Do 17Z |
| März 1942     | März 1942    | II./St.G. 2 (II. Gruppe des Sturzkampfgeschwaders 2) | Junkers Ju 87B-1, Junkers Ju 87B-2, Junkers Ju 87R-1, Junkers Ju 87R-2, Junkers Ju 87R-4, Junkers Ju 87D-1, Junkers Ju 87R-3 |
| November 1943 | Juli 1944    | II./ZG 1 (II. Gruppe des Zerstörergeschwaders 1)     | Messerschmitt Bf 110G-2 |
| November 1944 | April 1945   | Stab, III./KG(J) 27                                  | Focke-Wulf Fw 190A-9 |
| Februar 1945  | März 1945    | III./KG 4                                            | Heinkel He 111H |

Am 25. März 1945 bombardierten US-Flugzeuge den Flugplatz.

### Nachkriegszeit
Der Flugplatz wurde am 7. Mai 1945 durch die United States Army Air Forces (USAAF) in Betrieb genommen, die ihn als Advanced Landing Ground ALG R-90 Wels bezeichnete. Er wurde bis zum 5. Juli 1945 als Supply and Evacuation (S&E) Field benutzt, also hauptsächlich für den Transport von Nachschub.
Erst 1949 wurde der Flugmodellbau wieder erlaubt und am 29. April 1949 der Welser Modellbauklub "Weiße Möve" gegründet. Im September 1949 wurde dann die erste Großveranstaltung abgehalten – eine Flugmodellausstellung und der „1. Österreichische Segelflug-Modellwettbewerb“. Ende des Jahres 1949 wurde von den Militärbehörden der westlichen Besatzungszonen das Fliegen mit Segelflugzeugen in Österreich wieder erlaubt. Schon im Februar 1950 wurde um 3,50 Schilling pro Quadratmeter ein 1800 m² großes, direkt an den Flugplatz angrenzendes Areal angekauft und im Sommer eine Baracke aufgebaut. Der erste Flugversuch am 2. April 1950 auf dem sogenannten „Indianerberg“ westlich von Wels endete noch mit kaputtem Holz und zerfetzter Leinwand. Die nächsten Flugversuche fanden am, von den Amerikanern nicht genutzten, Nordteil des Flugplatzes statt. Am 9. Juli 1950 wurde der Flugbetrieb offiziell aufgenommen.
In den ersten Gründungsjahren wurden mitunter aufsehenerregende Werbeaktionen im Rahmen des Welser Volksfestes und der Rieder Messe durchgeführt. Für die Firmen Frank & Söhne oder die Stickstoffwerke AG und andere wurden Flugblätter abgeworfen. Für die Firma Knorr wurden, Suppenwürfel aus Segelflugzeugen abgeworfen, die beim Fallen an Seidenpapierfallschirmen baumelten. Zwölf bis 15 Starts wurden an den zehn Messetagen absolviert.

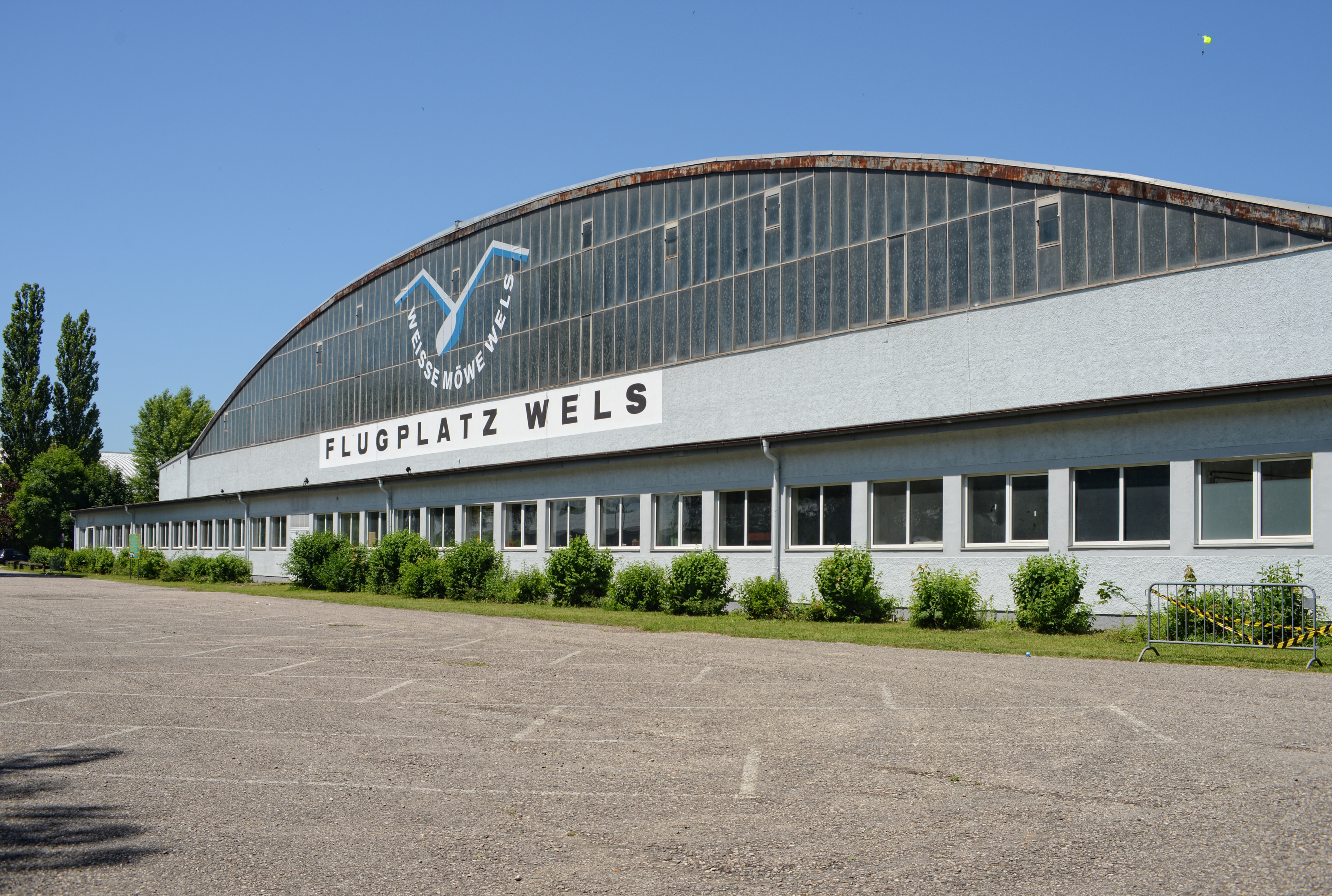
Hangar des Flugplatzes Wels

Eine weitere Aktion war die Durchführung eines Gummiseilstarts vom 1592 Meter hohen Feuerkogel. Im November 1950 wurde die Aktion gestartet und ein Segelflugzeug mit der Seilbahn auf den Gipfel gebracht. Der erste Flug klappte sofort, der Flug wurde nach zwei Stunden abgebrochen, um die geplanten drei Flüge durchzuführen. Beim zweiten Startversuch stolperte eine Seite der Gummiseilmannschaft und die Startfalle löste sich zu früh. Nach 40 m war der „Flug“ zu Ende und das Flugzeug beschädigt. Da solche Starts damals verboten waren, scheint diese Aktion weder in der Chronik noch in der Presse auf.
Eine ebenfalls ungewöhnliche Aktion war am 11. Oktober 1953 der erste Sprung nach Kriegsende mit einem automatischen Fallschirm. Walter Markl, Fallschirmjäger im Zweiten Weltkrieg, führte diesen Sprung aus 300 m Höhe durch. 
Der erste Absturz eines Flugzeuges wurde am 8. Juni 1955 verzeichnet. Dabei stürzte ein nagelneues L-Spatz-Segelflugzeug aus 100 Meter ab. Der Pilot wurde nur leicht verletzt.
Am 19. Juli 1959 eröffnete die Motorflugschule und im Namen des Landesverbandes des Österreichischen Aero Clubs geführt. In den 1960er Jahren wurde eine zweite Landebahn mit einer Länge von 1240 m und einer Breite von 50 m angelegt.

### Offizielle Eröffnung
Im März 1971 begannen die Asphaltierungsarbeiten am Ostrollweg, im September wurde die Sportpiste gebaut. Am 6. Mai 1972 erfolgte die offizielle Eröffnung des Welser Flugplatzes. Mit Bescheid vom 27. Juni erklärte die Landesregierung den Flugplatz Wels zum „Öffentlichen Zivilflugplatz“.

### Weiteres
Am 21. Oktober 1973 fand hier der erste bemannte akku-elektrische Motorflug statt. Das Flugzeug (Militky-Brditschka) MB E1, OE-9023, basierend auf einem HB-3 wurde von Fred Militky auf E-Antrieb umgebaut, der schon bisher seine Modellflugzeuge mit leisen Elektromotoren ausstattete. Das Flugzeug mit einem Startgewicht (MTOW) von 440 kg entstand in kurzer Bauzeit und in Kooperation mit dem Batteriehersteller Varta und Bosch als Motor-Lieferant. Nach 70 m Startlauf hob der Flieger zu einem 14 Minuten dauernden Erstflug ab, die erreichte Höhe betrug dabei 300 bis 360 m über Grund, die maximale Geschwindigkeit 139 km/h. Pilot war Ing. Heino Briditschka.

## Daten

### Lage
- Höhe: 318 m ü. MSL
- Fläche: 105 ha

### Frequenzen
- ATIS & MET: Linz (LOWL) 128,12 MHz
- Funk: 119,7 MHz

## Fliegerclub Weiße Möwe Wels (WMW)

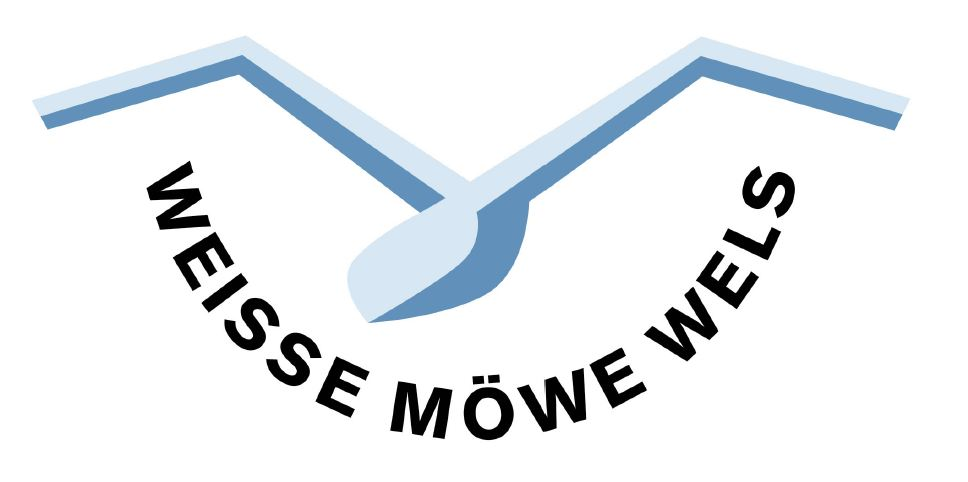
Logo des Fliegerclubs Weiße Möwe Wels

Am 29. April 1949 fand im Welser Gasthof „Roter Krebs“ am Stadtplatz die Gründungsversammlung des Welser Modellbauklubs die „Weiße Möve“ statt. Jahre später wählte man die Schreibweise „Möwe“.
Drei Monate nach der Gründung zählte der WMW 40 Mitglieder, Ende 1949 bereits 62. 2015 war der WMW mit etwa 600 Mitgliedern der größte Flugsportverein Österreichs. Der Verein hat fünf Sektionen: Fallschirm, Motorflug, Ultralight, Segelflug und Modellflug.
Der WMW hatte 2006 28 Flugzeuge (Motorflugzeuge VFR, IFR, 3-Achs ULs, Motorsegler und Segelflugzeuge).

## Mietvertrag, Politisches
Derzeit besteht ein 25 Jahre währender Mietvertrag mit der Stadtgemeinde Wels, der bis 2027 dauert und der bei Nichtverlängerung dank Kündigungsfrist eine Nutzung durch den Flugplatzbetreiber bis 2030 erlaubt.
Lokale Medien thematisierten in der Vergangenheit gelegentlich das Thema Fluglärm. 2007 gab es Pläne des Magistrates der Stadt Wels, Betriebe auf dem Areal anzusiedeln, obwohl der Mietvertrag zur Nutzung des Flugplatzes bis ins Jahr 2027 reicht.
Laut einem Gutachten aus dem Jahr 2005 hatte das Areal damals „einen hohen ökologischen Wert mit einer vielfältigen Flora und Fauna“.

## Flugplatz Wels als Lebensraum seltener Pflanzen und Tiere
Der Flugplatz und das umgebende Wiesengebiet sind die Reste der Welser Heide. Der Flugplatz Wels stellt das größte zusammenhängende Extensivgrünlandgebiet der gesamten Donauniederung zwischen Passau und St. Pölten dar. Zusammen mit dem im Südwesten angrenzenden Heereslogistikzentrums Wels des Bundesheeres bestehen ca. 130 ha Wiesengelände. Das Wiesengebiet ist zudem eingezäunt und nahezu baumlos. Um 1990 wurde die Düngung der Wiesen reduziert und ab 1998 ganz eingestellt. Die Wiesen werden zudem spät gemäht. Der Fliegerclub Weiße Möwe Wels zahlt dafür den Bauern einen Ausgleich. Die kargen Schötterböden der Niederterrasse hagerten ohne die Düngung in den folgenden Jahren aus. Diese Aushagerung hin zu Magerwiesen zeigte sich an zunehmendem Wachsen von Blumen. Arten wie Kartäusernelke, Feld-Thymian und Wundklee blühten nun in großen Mengen. Auf dem Gelände brüten Arten wie Feldlerche, Kiebitz, Rebhuhn, Schwarzkehlchen, Großer Brachvogel, Wachtel und Grauammer. Diese Vögel kommen in der Umgebung entweder gar nicht mehr vor oder brüten in deutlich niedriger Dichte. Die Extensivierung der Wiesennutzung führte auch zur Ansiedlung bzw. Wiederansiedlung zahlreicher Arten. So siedelte sich 1997 das erste Brutpaar des Großen Brachvogels an. Der Bestand stieg in den folgenden Jahren auf acht bis zehn Brutpaare an. Mit 6,3 Brutpaaren pro Quadratkilometer wurde damit ein Spitzenwert für Mitteleuropa erreicht. Mit 22 bis 24 Revieren des Kiebitzes befindet sich auf dem Flugplatz die größte Kiebitzkolonie Oberösterreichs. Auch die Siedlungsdichte bei der Feldlerche mit ungefähr 100 Revieren, des Rebhuhns mit 15 bis 20 Revieren und fünf bis sechs Schwarzkehlchen Revieren ist sehr hoch. Neben der extensiven Wiesennutzung spielt dabei der verminderte Feinddruck durch Prädatoren eine Rolle. Dies liegt daran, dass Boden-Prädatoren wie der Rotfuchs nicht auf das größtenteils eingezäunte Gelände können und fliegende Prädatoren wie Rabenkrähen wegen fehlender Bäume und Sträucher keine Ansitzwarten haben. Der Flugplatz zieht zudem zahlreiche Vögel als Rastgebiet an. Auf dem Gelände befindet sich auch das letzte Vorkommen der Wechselkröte in weitem Umkreis. Unter den zahlreichen Insektenarten finden sich Seltenheiten wie Zahntrost-Sägebiene und Kurzschwänziger Bläuling. In den letzten Jahren kam es zum Nachweis von mehreren Arten, welche für Oberösterreich als ausgestorben galten. Zu diesen Arten gehört der Landkarten-Raublattrüsselkäfer, Steppen-Furchenbiene und Amazonenameise. Mit dem Getreidebock gelang sogar ein Neunachweis für ganz Oberösterreich. Trotz massiver Proteste von Naturschutzverbänden wurde am 22. Mai 2010, internationaler Tag der Artenvielfalt und mitten in der Brutzeit, auf dem Flugplatz ein Konzert von AC/DC mit 95000 Besuchern durchgeführt. Nach dem Konzert blieb eine von Müll übersäte Schlammfläche zurück. Wegen starker Regenfälle am Konzerttag wurden zudem große Mengen Hackschnitzel verteilt. Der zehn Kilometer (nordöstlich) entfernte Fliegerhorst Vogler des Heeres hat eine ähnlich große Bedeutung als Lebensraum von Vogelarten.